# お母さん、娘をやめていいですか?
『お母さん、娘をやめていいですか?』（おかあさん むすめをやめていいですか）は、2017年1月13日から3月3日までNHK総合・ドラマ10枠で毎週金曜22時 - 22時49分に放送されたテレビドラマである。主演は、2015年の『あさが来た』後、初のNHK連続ドラマとなる波瑠で、井上由美子作のオリジナル脚本となる。全8回。
娘がある男と出会ったことがきっかけで、親友か恋人のように仲のよかった母娘の関係が次第に変化していく様をサスペンス的に描くモンスターホームドラマ。

## あらすじ
早瀬美月は母、顕子と共に中学受験や大学受験、就職の時もいつも二人三脚で頑張ってきた。美月は完璧な母のサポートで順調に育ち、今は女子高の英語教師となり、母であり一番の親友である顕子を全面的に信頼していた。2人はまるで恋人同士のように仲の良い母娘だった。この母娘の密着を父、浩司は気にかけていたものの、仕事一筋で2人の関係に踏み込むことができないでいた。ある日、新築中の早瀬家を担当するハウスメーカーの松島が、不思議な人懐っこさで2人と親しくなる。顕子は彼を気に入り、美月と付き合うように背中を押すが、美月は松島と会うことで、自分が無意識に母親の顔色を見て生きてきたことを自覚していく。顕子は娘が次第に変わり、自分から離れて行くことに動揺し、自分の一番大切なものを奪われたくないと思い始め、徐々に凶行に及ぶようになる。

## 登場人物

### 早瀬家
早瀬 美月（はやせ みづき）〈25〉
演 - 波瑠
本作の主人公。私立女子高の英語教師。顕子とは非常に仲が良かったが、松島との出会いで徐々に自分の生活に違和感を抱くようになる。
早瀬 顕子（はやせ あきこ）〈50〉
演 - 斉藤由貴
美月の母。旧姓:川端。「まきむらふみえ人形教室」アシスタント。美月とは非常に仲が良かったが、美月が松島と出会った時徐々に狂気的な本性を露わにするようになる。
早瀬 浩司（はやせ こうじ）〈54〉
演 - 寺脇康文
美月の父。食品会社勤務。美月と顕子の関係に何も言えずにいる。

### オアシスハウジング
松島 太一〈28〉
演 - 柳楽優弥
早瀬邸新築担当のハウスメーカー「オアシスハウジング」の工事部主任。美月と恋に落ち、顕子と対立する。
立原 真紀
演 - 壇蜜
早瀬邸新築担当の設計技師。
松島の先輩で松島と付き合っていたことがある。

### 私立女子高
後藤 礼美（ごとう あやみ）
演 - 石井杏奈（E-girls）
美月が担当する生徒。
太田 和幸
演 - 眞島秀和
英語科主任。美月と一時、付き合っていた。

### 早瀬浩司の同僚
雪村 勝治
演 - 棚橋真典
御手洗 孝史
演 - みのすけ
村主 栄三
演 - 佃典彦

### その他
牧村 文恵（まきむら ふみえ）
演 - 麻生祐未
顕子の大学時代からの友人。「まきむらふみえ人形教室」主宰。
川端 玲子
演 - 大空眞弓
美月の祖母、顕子の母。老人ホームに入居している。顕子にかかりっきりで彼女からは嫌われている。
川端 貴之
演 - 中村靖日
顕子の弟。
川端 和子
演 - 太田彩乃
顕子の義妹で、川端貴之の妻。
後藤 佳代子
演 - 池津祥子
後藤礼美の母。シングルマザー。

## スタッフ
- 作 - 井上由美子
- 音楽 - 富貴晴美
- 主題歌 - サラ・オレイン「Little Doll」
- 演出 - 笠浦友愛（チーフ演出[3][4]）、佐藤譲、大橋守（NHK名古屋放送局）
- 制作統括 - 櫻井壮一（NHK名古屋放送局）
- 制作 - NHK名古屋放送局

## 放送日程
| 各話   | 放送日  | サブタイトル | 演出     |
| ------ | ------- | ------------ | -------- |
| 第1回  | 1月13日 | 危険な蜜月   | 笠浦友愛 |
| 第2回  | 1月20日 | 三角関係     | 笠浦友愛 |
| 第3回  | 1月27日 | 暴走         | 佐藤譲   |
| 第4回  | 2月03日 | 甘い罠       | 大橋守   |
| 第5回  | 2月10日 | 裏切り       | 佐藤譲   |
| 第6回  | 2月17日 | 毒りんご     | 笠浦友愛 |
| 第7回  | 2月24日 | 出口なし     | 大橋守   |
| 最終回 | 3月03日 | 人形の家     | 笠浦友愛 |